# Округ Маркет (Мичиген)
Округ Маркет (енгл. Marquette County) је округ у америчкој савезној држави Мичиген.

## Демографија
По попису из 2010. године број становника је 67.077, што је 2.443 (3,8%) становника више него 2000. године.
| Група             | 2000.          | 2010.          |
| Белци             | 61.205 (94,7%) | 62.412 (93,0%) |
| Афроамериканци    | 853 (1,3%)     | 1.141 (1,7%)   |
| Азијати           | 319 (0,5%)     | 385 (0,6%)     |
| Хиспаноамериканци | 444 (0,7%)     | 767 (1,1%)     |
| Укупно            | 64.634         | 67.077         |